# Monika Kufel
Monika Kufel (ur. 28 stycznia 1979 roku w Bielsku-Białej) – polska aktorka teatralna, scenografka, kostiumografka i dramatopisarka. Współzałożycielka Teatru BARAKAH w Krakowie (2004) oraz prezeska Fundacji Dziesięciu Talentów na rzecz Teatru BARAKAH (od 2007). W latach 2015–2016 dyrektorka Krakowskich Reminiscencji Teatralnych.

## Życiorys
Absolwentka Wydziału Lalkarskiego we Wrocławiu w Państwowej Wyższej Szkole Teatralnej im. Ludwika Solskiego w Krakowie (2005). W 2004 roku wspólnie z Michałem Nowickim założyli Teatr BARAKAH w Krakowie, a w 2007 roku z ich inicjatywy powstała Fundacja Dziesięciu Talentów na rzecz Teatru BARAKAH, będąca organizacją pozarządową o charakterze non profit, której celem jest m.in. prowadzenie i działalność Teatru BARAKAH.

## Kariera zawodowa
- Teatr BARAKAH w Krakowie (aktorka, scenografka, kostiumografka, dramatopisarka) 2004 – obecnie[3],
- Fundacja Dziesięciu Talentów na rzecz Teatru BARAKAH (prezeska) 2007 – obecnie[4],
- Krakowskie Reminiscencje Teatralne (dyrektorka festiwalu) 2015 – 2016[5],
- Teatr im. Wilama Horzycy w Toruniu (scenografka, kostiumografka) 2012 – 2013[6],
- Teatr Nowy w Poznaniu (scenografka, kostiumografka) 2011 – 2012[6],
- Teatr im. Ludwika Solskiego w Tarnowie (aktorka) 2004 – 2011[6],
- Teatr Lalki, Maski i Aktora „Groteska” w Krakowie (aktorka) 2007 – 2009[3],
- Teatr im. Juliusza Słowackiego w Krakowie (aktorka) 2006 – 2008[3].

## Dorobek artystyczny
- Masakra program składany/kabaretowy/rewiowy w reż. SKUTR (Kukučka Martin, Trpišovský Lukáš), forma twórczości: rola aktorska, (2003),
- Mała Syrenka Waldemara Wolańskiego w reż. Waldemara Wolańskiego, forma twórczości: rola aktorska (2004),
- Mała Syrenka Hansa Christiana Andersena w reż. Waldemara Wolańskiego, forma twórczości: rola aktorska (2004),
- Krynicki ostaniec Henryka Cyganika w reż. Wojciecha Markiewicza, forma twórczości: rola aktorska (2004),
- Szafa Moniki Kufel w reż. Michała Nowickiego, forma twórczości: rola aktorska, scenariusz, scenografia i kostiumy (2004),
- Sceny z „Umarłej klasy” Tadeusza Kantora w reż. Krzysztofa Miklaszewskiego, forma twórczości: rola aktorska (2005),
- Pułapka Tadeusza Różewicza w reż. Krzysztofa Babickiego, forma twórczości: rola aktorska (2006),
- Cin Moniki Kufel w reż. Michała Nowickiego, forma twórczości: rola aktorska, scenografia i kostiumy, scenariusz (2007),
- Amelka, Bóbr i Król na dachu Tankreda Dorsta i Ursuli Ehler w reż. Konrada Dworakowski, forma twórczości: rola aktorska (2008),
- Być jak Pippi Lecha Chojnackiego w reż. Lecha Chojnackiego, forma twórczości: rola aktorska (2008),
- Antygona Sofoklesa w reż. Bogdana Cioska, forma twórczości: rola aktorska (2008),
- Klinika dobrej śmierci Jacka Getnera w reż. Michała Nowickiego, forma twórczości: rola aktorska (2008),
- Damska toaleta Rodolfo Santany w reż. Michała Nowickiego, forma twórczości: rola aktorska (2009),
- Romeo i Julia Williama Shakespeare’a w reż. Anny Kasprzyk, forma twórczości: rola aktorska (2009),
- Antygona Sofoklesa w reż. Anny Kasprzyk, forma twórczości: rola aktorska (2009),
- Zemsta Aleksandra Fredry w reż. Anny Kasprzyk, forma twórczości: rola aktorska (2009),
- Balladyna Juliusza Słowackiego w reż. Anny Kasprzyk, forma twórczości: rola aktorska (2009),
- Kordian Juliusza Słowackiego w reż. Anny Kasprzyk, forma twórczości: rola aktorska (2009),
- Szyc Hanocha Levina w reż. Michała Nowickiego, forma twórczości: rola aktorska, scenografia, kostiumy (2010),
- Romanca Jacka Chmielnika w reż. Zbigniewa Kułagowskiego, forma twórczości: rola aktorska, asystentka reżysera (2010),
- Antygona w Nowym Jorku Janusza Głowackiego w reż. Tomasza Piaseckiego, forma twórczości: rola aktorska (2010),
- Kukuryku na patyku Paula Marra w reż. Tomasza Kowalskiego, forma twórczości: rola aktorska (2010),
- Jednoręki ze Spokane Martina McDonagha w reż. Michała Nowickiego, forma twórczości: rola aktorska, scenografia i kostiumy (2011),
- Statek dla lalek Mileny Marković w reż. Michała Nowickiego, forma twórczości: rola aktorska, scenografia i kostiumy (2011),
- Poper Hanocha Levina w reż. Michała Nowickiego, forma twórczości: scenografia i kostiumy (2012),
- Porucznik z Inishmore Martina McDonagha w reż. Michała Nowickiego, forma twórczości: scenografia i kostiumy (2012),
- Martwe wesele Asji Srnec Todorović w reż. Michała Nowickiego, forma twórczości: rola aktorska, scenografia i kostiumy (2012),
- Body Art Igora Bauersimy i Réjane Desvignes w reż. Michała Nowickiego, forma twórczości: scenografia i kostiumy (2013),
- Królowa wanny Hanocha Levina w reż. Michała Nowickiego, forma twórczości: rola aktorska, scenografia i kostiumy (2013),
- Dyktanda Stanisława Lema w reż. Michała Nowickiego, forma twórczości: rola aktorska i scenografia (2014),
- Noce Waniliowych Myszy odc. 1. Kurwidołek Dawida Barańskiego, Amadou Guindo i Grzegorza Likego w reż. Michała Nowickiego, forma twórczości: rola aktorska, kostiumy (2015),
- Noce Waniliowych Myszy odc. 2. Latawisko Dawida Barańskiego, Amadou Guindo i Grzegorza Likego w reż. Michała Nowickiego, forma twórczości: rola aktorska, kostiumy i scenografia (2015),
- Noce Waniliowych Myszy odc. 3. Wyborowo Dawida Barańskiego, Amadou Guindo i Grzegorza Likego w reż. Michała Nowickiego, forma twórczości: rola aktorska, kostiumy i scenografia (2015),
- Noce Waniliowych Myszy odc. 4. Ciasna Góra Dawida Barańskiego, Amadou Guindo i Grzegorza Likego w reż. Michała Nowickiego, forma twórczości: rola aktorska, kostiumy i scenografia (2015),
- Noce Waniliowych Myszy odc. 5. Lokalna kretynka Dawida Barańskiego, Amadou Guindo i Grzegorza Likego w reż. Michała Nowickiego, forma twórczości: rola aktorska, kostiumy i scenografia (2015),
- Noce Waniliowych Myszy odc. 6. Szeherezjada, czyli baśń z jednej nocy Dawida Barańskiego, Amadou Guindo i Grzegorza Likego w reż. Michała Nowickiego, forma twórczości: rola aktorska, kostiumy i scenografia (2016),
- Noce Waniliowych Myszy odc. 7. Dżojstik zagłady! Dawida Barańskiego, Amadou Guindo i Grzegorza Likego w reż. Michała Nowickiego, forma twórczości: rola aktorska, kostiumy i scenografia (2016),
- Noce Waniliowych Myszy odc. 8. Tajemnica łasicy Dawida Barańskiego, Amadou Guindo i Grzegorza Likego w reż. Michała Nowickiego, forma twórczości: rola aktorska, kostiumy i scenografia (2017),
- Noce Waniliowych Myszy odc. 9. Tęcza Śmierci Dawida Barańskiego, Amadou Guindo i Grzegorza Likego w reż. Michała Nowickiego, forma twórczości: rola aktorska, kostiumy i scenografia (2017),
- Dzieci z dworca ZOO Christiane F. w reż. Sebastiana Oberca, forma twórczości: rola aktorska i kostiumy (2017),
- Jednoaktówki Janusza Głowackiego w reż. Józefa Opalskiego, forma twórczości: kostiumy, scenografia (2017),
- Elling Axela Hellsteniusa w reż. Michała Nowickiego, forma twórczości: kostiumy i scenografia (2018),
- Noce Waniliowych Myszy odc. 10. Elementarz polskiego patrioty Dawida Barańskiego, Amadou Guindo i Grzegorza Likego w reż. Michała Nowickiego, forma twórczości: rola aktorska, kostiumy i scenografia (2018),
- Ja, Sendlerowa Bartka Harata w reż. Michała Nowickiego, forma twórczości: rola aktorska, kostiumy, scenografia (2018),
- Noce Waniliowych Myszy odc. 11. Black Szczyt Amadou Guindo i Grzegorza Likego w reż. Michała Nowickiego, forma twórczości: rola aktorska, kostiumy i scenografia (2018),
- Noce Waniliowych Myszy odc. 12. QUO VADIS Magiczny Prodiżu? Amadou Guindo i Grzegorza Likego w reż. Michała Nowickiego, forma twórczości: rola aktorska, kostiumy i scenografia (2019),
- BARAKAH Songs Moniki Kufel, Michała Nowickiego, Amadou Guindo, Grzegorza Likego w reż. Michała Nowickiego, forma twórczości: scenariusz, rola aktorska, kostiumy i scenografia (2019),
- Inni ludzie Doroty Masłowskiej w reż. Macieja Gorczyńskiego, forma twórczości: rola aktorska i video (2020),
- Misery Williama Goldmana na podstawie powieści Stephena Kinga w reż. Michała Nowickiego, forma twórczości: rola aktorska, kostiumy i scenografia (2020),
- Matka Joanna od Aniołów Jarosława Iwaszkiewicza w reż. Macieja Gorczyńskiego, forma twórczości: rola aktorska (2021),
- Nowa Rewia – „Come back” w reż. Michała Nowickiego, forma twórczości: scenografia (2021),
- Przełamując fale Larsa von Triera w opracowaniu Vivian Nielsen w reż. Michała Nowickiego, forma twórczości: rola aktorska, kostiumy, scenografia i video (2021),
- Anioły w Ameryce, czyli demony w Polsce Michała Telegi w reż. Michała Telegi, forma twórczości: rola aktorska (2022),
- Twin Peaks: do drzwi czerwonych zapukam Grzegorza Likego w reż. Michała Nowickiego, forma twórczości: rola aktorska, kostiumy i scenografia (2022),
- Marzyciele Michała Telegi w reż. Michała Telegi, forma twórczości: rola aktorska (2023),
- Jenner: zostać sobą. Świat według Kardashianów Grzegorza Likego w reż. Michała Nowickiego, forma twórczości: rola aktorska (2023),
- Rosemary Grzegorza Likego w reż. Michała Nowickiego, forma twórczości: rola aktorska, kostiumy i aranżacja przestrzeni (2023),
- Poza zero, czyli jak pokochałem bombę Wery Makowskx i Krzysia Zyguckiego w reż. Wery Makowskx, forma twórczości: rola aktorska (2024),
- Requiem dla snów Anieli Płudowskiej w reż. Michała Nowickiego, forma twórczości: rola aktorska, scenografia i kostiumy (2024),
- Jeszcze Polska nie zginęła Michaela Rubenfelda i Doroty Abbe w reż. Michaela Rubenfelda i Doroty Abbe, forma twórczości: scenografia i kostiumy (2024),
- Persona K2 Anny Burzyńskiej i Magdaleny Łazarkiewicz w reż. Magdaleny Łazarkiewicz, forma twórczości: scenografia i kostiumy (2024),
- Idioci. Spass! Anieli Płudowskiej w reż. Jakuba Zalasy, forma twórczości: rola aktorska (2025)[7][4].

## Działalność społeczna
W Fundacji Dziesięciu Talentów na rzecz Teatru BARAKAH organizuje i prowadzi liczne działania społeczno-artystyczne m.in. komentowany w całej Polsce projekt pn. „UWAGA! Strefa LGBT”, który został dofinansowany z Programu Aktywni Obywatele – Fundusz Krajowy (Obszar 2. Ochrona praw człowieka i równe traktowanie) prowadzonego przez Fundację im. Stefana Batorego.

## Odznaczenia
- Brązowy Medal „Zasłużony Kulturze Gloria Artis” za dorobek artystyczny i działalność kulturalną w dziedzinie teatru (2024)[9][10][11].

## Nagrody
- Wyróżnienie aktorskie za rolę Iwony w spektaklu Inni ludzie Doroty Masłowskiej na XX Ogólnopolskim Festiwalu Dramaturgii Współczesnej „Rzeczywistość przedstawiona” w Zabrzu (2021)[12],
- Nagroda im. Leona Schillera za wybitne osiągnięcia w dziedzinie teatru, przyznana przez Związek Artystów Scen Polskich za prowadzenie Teatru BARAKAH (2012)[2],
- II nagroda aktorska w spektaklu Szafa na Festiwalu Sztuki Teatralnej w Rybniku (2007)[13],
- Wyróżnienie aktorskie w spektaklu Szafa na Festiwalu Teatrów Niewielkich w Lublinie (2006)[14],
- Nagroda aktorska za spektakl Szafa – „Krzyż Zwycięstwa” na Międzynarodowym Festiwalu „Aktor Europy” w Macedonii w Otesevo od tamtejszego Ministra Kultury Blagoja Stefanovskiego (2005)[14],
- Nagroda za spektakl Szafa na XI Ogólnopolskim Konkursie na Wystawienie Polskiej Sztuki Współczesnej (2005)[15],
- Nagroda aktorska za spektakl Szafa na XXXIII Ogólnopolskim Festiwalu Teatrów Jednego Aktora we Wrocławiu (2004)[16].

## Stypendia
- Stypendium Twórcze Miasta Krakowa w dziedzinie zarządzania kulturą i wspieranie kadr kultury – projekt „Strategia dostępności w teatrze” (2022)[17],
- Stypendium Ministra Kultury i Dziedzictwa Narodowego – projekt „NA CZACIE” w ramach programu „Kultura w sieci” (2020)[18],
- Stypendium Ministra Kultury i Dziedzictwa Narodowego – projekt „Twarzą w twarz, czyli teatr jednego aktora” (2012)[19].